# Bucovăț (Timiș)
Bucovăț (en hongrois : Bükkfalva, en allemand : Bukowetz) est une commune du județ de Timiș en Roumanie.